# Теренозек (Турара Рискулова район)
Теренозе́к (каз. Тереңөзек) — село у складі району Турара Рискулова Жамбильської області Казахстану. Адміністративний центр Теренозецького сільського округу.
Населення — 1901 особа (2021; 2060 у 2009, 1973 у 1999, 1964 у 1989).